# Johan Gustaf Malmsjö
Johan Gustaf Malmsjö, född 14 januari 1815 i Gårdstånga socken, Malmöhus län, död 13 september 1891 i Göteborg, var en svensk pianotillverkare (J.G. Malmsjös Pianofabrik).
Malmsjö utbildade sig i yrket hos Marschall i Köpenhamn och öppnade 1843 egen pianofabrik i Göteborg, där först huvudsakligen taffelpianon tillverkades, snart nog även flyglar och från slutet av 1870-talet mest pianinon jämte flyglar. Genom dessa sistnämnda vann firman särskilt vidsträckt berömmelse. Stor förtjänst om fabrikationen inlade från och med 1879 Malmsjös vid Steinway-fabriken i New York utlärde verkmästare Alfred Ågren (1844-1914), som efter Malmsjös död blev fabrikens chef. Firman ombildades 1906 till aktiebolag (från 1906 AB J.G. Malmsjö) och uppgick 1918 i koncernen AB Förenade Piano- och Orgelfabriker. Disponent för AB J.G. Malmsjö blev efter Ågrens död 1914 Knut Hultén.
J.G. Malmsjö ägde hus nummer 1 i Marstrand, som 1889 hade ett taxeringsvärde på 15 000 kronor.

## Biografi
Malmsjö föddes 14 januari 1815 på Östregården i Gårdstånga socken, Malmöhus län. Han var son till gårdsinspektoren Samuel Malmsjö och Carolina Gustafva Lange.
1828 blev han lärling hos snickarmästaren Sven Otterström i Lund. Omkring 1830 blev han lärling hos bryggaren Pehr Olsson i Lund. 1835 blev Malmsjö gesäll hos instrumentmakaren Olof Ekström i Malmö. Han flyttade 1840 till Köpenhamn och arbetade där hos Andreas Marschalls änka.
Malmsjö gifte sig 10 maj 1843 i Köpenhamn med Hanna Gedalia Abrahamson (1822-1897).